# Ozognathus cornutus
Ozognathus cornutus är en skalbaggsart som först beskrevs av Leconte 1859.  Ozognathus cornutus ingår i släktet Ozognathus och familjen trägnagare. Inga underarter finns listade i Catalogue of Life.